# A-51 Akunnaaq
A-51 Akunnaaq ist ein grönländischer Fußballverein aus Akunnaaq.

## Geschichte
A-51 Akunnaaq wurde 1951 gegründet und ist somit einer der fünf ältesten Dorfvereine Grönlands sowie der älteste Dorfverein Nordgrönlands.
A-51 Akunnaaq ist erstmals 1959/60 als Teilnehmer der Grönländischen Fußballmeisterschaft überliefert, als er das Achtelfinale erreichte. Das nächste Mal ist eine Teilnahme erst für 1985 bezeugt, als der Verein punktlos in der Qualifikation ausschied. 1990 schied der Verein als Gruppenzweiter in der Vorrunde der Qualifikation aus. 1991 erreichte der Verein die Zwischenrunde, schied dort aber mit sechs Niederlagen aus sechs Spielen als Gruppenletzter aus. Auch in den folgenden Jahren verzichtete der Verein auf eine Teilnahme oder scheiterte an der Qualifikation. Wegen der geringen Chancen für Dorfvereine, sich für die Schlussrunde zu qualifizieren, wurden 1995 die vier teilnehmenden Dorfvereine in eine eigene Qualifikationsgruppe getan, die A-51 Akunnaaq gewinnen konnte, womit sich der Verein für die Schlussrunde qualifizierte, bei der der Verein jedoch Letzter wurde. Erst 2009 ist der Verein wieder als Teilnehmer der Meisterschaft bezeugt, schied aber wie im Jahr darauf wieder in der Qualifikation aus. Seither hat die Mannschaft auf eine Teilnahme verzichtet, was vermutlich der mangelnden Bevölkerung zu schulden ist.

## Platzierungen bei der Meisterschaft
- 1954/55: unbekannt
- 1958: unbekannt
- 1959/60: Achtelfinale
- 1963/64: nicht teilgenommen
- 1966/67: nicht teilgenommen
- 1967/68: unbekannt
- 1969: unbekannt
- 1970: unbekannt
- 1971: unbekannt
- 1972: unbekannt
- 1973: unbekannt
- 1974: unbekannt
- 1975: unbekannt
- 1976: unbekannt
- 1977: unbekannt
- 1978: unbekannt
- 1979: unbekannt
- 1980: unbekannt
- 1981: unbekannt
- 1982: unbekannt
- 1983: unbekannt
- 1984: unbekannt
- 1985: nicht qualifiziert
- 1986: unbekannt
- 1987: unbekannt
- 1988: unbekannt
- 1989: unbekannt
- 1990: nicht qualifiziert
- 1991: nicht qualifiziert
- 1992: nicht qualifiziert
- 1993: nicht teilgenommen
- 1994: unbekannt
- 1995: Platz 8 (von 8)
- 1996: unbekannt
- 1997: nicht teilgenommen
- 1998: unbekannt
- 1999: nicht teilgenommen
- 2000: nicht teilgenommen
- 2001: nicht teilgenommen
- 2002: nicht teilgenommen
- 2003: nicht teilgenommen
- 2004: unbekannt
- 2005: unbekannt
- 2006: unbekannt
- 2007: unbekannt
- 2008: unbekannt
- 2009: nicht qualifiziert
- 2010: nicht qualifiziert
- 2011: nicht teilgenommen
- 2012: unbekannt
- 2013: unbekannt
- 2014: nicht teilgenommen
- 2015: nicht teilgenommen
- 2016: nicht teilgenommen
- 2017: nicht teilgenommen
- 2018: nicht teilgenommen
- 2019: nicht teilgenommen
- 2020: nicht teilgenommen
- 2021: (nicht ausgetragen)
- 2022: unbekannt
- 2023: unbekannt